# هونیادفالوا
هونیادفالوا (به مجاری:  Hunyadfalva) یک منطقهٔ مسکونی در مجارستان است که در ناحیه سولنوک واقع شده‌است. هونیادفالوا ۵٫۳۵ کیلومتر مربع مساحت و ۱۷۱ نفر جمعیت دارد.